# Phoneutriinae
Phoneutriinae es una subfamilia de arañas araneomorfas de la familia Ctenidae. 

## Lista de géneros
- Phoneutria Perty, 1833
- Phymatoctenus Simon, 1897
- Pseudoctenus Caporiacco, 1949
- Trogloctenus Lessert, 1935
- Tuticanus Simon, 1897